# Kryštofovy Hamry
Kryštofovy Hamry (în germană Christophhammer) este o comună și un sat din districtul Chomutov, regiunea Ústí nad Labem din Cehia. Are o populație de aproximativ 200 de locuitori.

## Diviziuni administrative
Kryštofovy Hamry este alcătuit din patru diviziuni administrative (populația este între paranteze conform recensământului din 2021):
- Kryštofovy Hamry (129)
- Černý Potok (31)
- Mezilesí (2)
- Rusová (0)

Fostul oraș minier Přísečnice⁠(d) (în germană Preßnitz) s-a aflat, de asemenea, în ceea ce este astăzi teritoriul comunei Kryštofovy Hamry. A fost desființat în 1974 din cauza construcției lacului de acumulare Přísečnice; cu toate că regiunea era deja subpopulată din cauza expulzării populației germane după cel de-Al Doilea Război Mondial.

## Etimologie
Kryštofovy Hamry are sensul literal de „Morile cu ciocane⁠(d) ale lui Cristofor. Satul este numit după Cristofor (Kryštof) Grad din Grünberg⁠(d), care a ridicat aici o moară cu ciocane și i-a dat numele Sfântului Cristofor.

## Geografie
Kryštofovy Hamry se află la aproximativ 19 kilometri (12 mi) vest de Chomutov și la 34 kilometri (21 mi) sud-est de Karlovy Vary.
Comuna se învecinează cu Germania la nord. Se află lângă orașul german Jöhstadt. 
Kryštofovy Hamry se află în Munții Metaliferi (Erzgebirge). Cel mai înalt punct al comunei este muntele Jelení hora⁠(d), aflat la 993 (sau 994) de metri deasupra nivelului mării.
Partea centrală a comunei este formată de lacul de acumulare Přísečnice, construit pe râul cu același nume⁠(d). Lacul de acumulare a fost construit în perioada 1969–1976 și servește ca sursă de apă potabilă a regiunii.

## Istorie
Zona a fost parte a moșiei Přísečnice⁠(d) (Preßnitz). La începutul secolului al XV-lea, au fost construite aici primele mori cu ciocane, dar acestea au fost distruse în timpul Războaielor Husite. Kryštof Grad din Grünberg a ridicat aici o nouă moară cu ciocane între 1621 și 1625 și i-a dat numele Sfântului Cristofor. Un cuptor de cărămizi a fost construit lângă moara cu ciocane în 1660, dar satul încă nu exista pe atunci. Prima mențiune scrisă a satului Kryštofovy Hamry datează din anul 1720. În secolul al XIX-lea, în sat au fost construite diverse fabrici.

## Transporturi
Gara Rusová se află pe linia de cale ferată Chomutov– Cranzahl. Cu toate acestea, trenurile circulă doar în weekenduri în sezonul estival.

## Obiective turistice
Principalul obiectiv turistic al comunei Kryštofovy Hamry este Biserica Sfântul Cristofor. Aceasta a fost construită între 1829–1832.

## Persoane notabile
- Richard Markgraf⁠(d) (1869–1916), paleontolog
- Eugen Sänger⁠(d) (1905–1964), inginer aerospațial austriac